# Luca Wimhofer
Luca Wimhofer (* 27. Februar 2004) ist ein österreichischer Fußballspieler.

## Karriere

### Verein
Wimhofer begann seine Karriere beim SV Hellmonsödt. Zur Saison 2014/15 wechselte er in die Jugend des LASK. Zur Saison 2018/19 kam er in die AKA Linz, in der er fortan sämtliche Altersstufen durchlief. Im November 2021 stand er gegen den SV Lafnitz erstmals im Kader des FC Juniors OÖ. Sein Debüt für die Juniors in der 2. Liga gab er im März 2022, als er am 21. Spieltag der Saison 2021/22 gegen den FC Blau-Weiß Linz in der 83. Minute für Erwin Softic eingewechselt wurde. Für die Juniors kam er insgesamt zu vier Zweitligaeinsätzen. Nach der Saison 2021/22 zog sich das Team aus der 2. Liga zurück, woraufhin Wimhofer in den Kader des nun drittklassigen Nachfolgers LASK Amateure OÖ rückte.
Im Oktober 2022 stand er erstmals im Kader der Bundesligaprofis des LASK. Sein Debüt in der Bundesliga gab er anschließend im April 2023 gegen den FC Red Bull Salzburg. Dies blieb sein einziger Saisoneinsatz in der Bundesliga. Zur Saison 2023/24 wechselte er auf Kooperationsbasis zum Zweitligisten SV Horn. Während der Leihe kam er zu 22 Zweitligaeinsätzen, zudem spielte er einmal für Stammklub LASK in der Bundesliga. Nachdem er zu Beginn der Saison 2024/25 wieder für die LASK Amateure gespielt hatte, wurde er im September 2024 ein zweites Mal nach Horn verliehen. Für Horn kam er während der Leihe zu 22 Einsätzen in der 2. Liga, aus der er mit den Niederösterreichern aber abstieg.
Zur Saison 2025/26 kehrte Wimhofer nicht zum LASK zurück, sondern wechselte zu Zweitligist SKU Amstetten, bei dem er einen bis 2027 laufenden Vertrag erhielt.

### Nationalmannschaft
Wimhofer debütierte im November 2021 gegen Tschechien für die österreichische U-18-Auswahl. Im September 2022 gab er gegen Litauen sein Debüt für die U-19-Mannschaft.